# 피터 조지 (역도 선수)
피터 ("피트") 조지 (Peter ("Pete") George, 1929년 6월 29일 ~ )는 미국의 역도 선수로 1952년 하계 올림픽에서 미들급 부문의 금메달을 획득하였다. 그는 또한 1947년, 1951년, 1953년, 1954년과 1955년 세계 역도 선수권 대회에서 우승을 거두었다.
그는 세계 선수권 대회와 올림픽에서 총 10개의 메달을 획득했고, 1949년과 1950년 세계 선수권 대회에서 2위를 했다. 그는 또한 용상에서 총 4개의 세계 기록을 세웠다.
마케도니아 계통으로 오하이오주 애크런에서 태어난 그는 1948년 런던 올림픽과 1956년 멜버른 올림픽에서 은메달을 획득하였다.